# 华东勘测设计研究院
华东勘测设计研究院位于浙江省杭州市，是国务院国有资产监督管理委员会管理的大型央企中国水电工程顾问集团直属的大型综合性国家甲级勘测设计研究单位。
华东勘测设计研究院先后承担了国内外100余项大中型水电水利工程的规划、勘测和设计，已建成投产和在建的水电站80余座，总装机规模3000万千瓦。目前进行勘察设计的主要项目有白鹤滩、锦屏二级、宝泉、宜兴、苗尾、龙开口、赛格、卡拉、杨房沟等巨型和大、中型水电站，总装机容量约3500万千瓦。